# Bandera de Washington
La Bandera de l'estat de Washington és de color verd, amb l'escut de l'estat al centre. Va ser dissenyada el 1923. És l'únic estat dels EUA que compta amb una bandera amb un camp de verd, així com l'únic estat amb una bandera amb la imatge d'un president nord-americà, en aquest cas, George Washington.
El disseny va ser aprovat el 1923, abans, Washington no tenia bandera oficial de l'estat. a principis de segle XX els residents de l'estat de Washington van fer onejar la bandera blava militar amb el perfil del president dels Estats Units en or. Més tard, les banderes oficials van ser similars a la bandera actual, però va comptar amb el segell de l'estat en or sobre un camp verd o porpra.
El 2001, l'Associació Vexil·lològica Nord-americana va realitzar una enquesta entre els seus membres on es triaven els millors dissenys de 72 banderes dels EUA i el Canadà, en finalitzar-la la bandera de Washington va quedar en la posició 47 d'entre les 72 banderes.

A causa que l'escut ha de ser cosit a banda i banda, la bandera és molt costosa. D'acord amb la llei estatal (RCW 1.20.010), 
| « | "La bandera oficial de l'estat de Washington haurà de ser de color verd fosc o seda Bunting i portarà al centre una reproducció de l'escut de l'estat de Washington brodat, imprès, pintat o segellat a sobre. Les vores de la bandera poden, o no, ser envoltats. Si una franja s'utilitza la mateixa serà d'or o color groc de la mateixa ombra com el segell. Les dimensions de la bandera poden variar." | » |